# Zaklęta Szczelina
Zaklęta Szczelina – jaskinia w Dolinie Będkowskiej na Wyżynie Krakowsko-Częstochowskiej. Znajduje się w obrębie wsi Bębło w województwie małopolskim, w powiecie krakowskim, w gminie Wielka Wieś.

## Opis obiektu
Znajduje się w skale, która w przewodniku wspinaczkowym Pawła Haciskiego ma nazwę Zaklęty Mur, a w portalu wspinaczkowym i na zamontowanych przy skale tablicach informacyjnych zwana jest Murem Skwirczyńskiego. Niewielki, trójkątny otwór Zaklętej Jamy znajduje się 5 metrów na prawo od Szczeliny w Wielkiej Skale. Za otworem jest krótki korytarzyk, który stromo opada do niedostępnej szczeliny będącej jego kontynuacją. Szczelina osiąga wysokość 2,5 m.
Obiekt powstał w późnojurajskich wapieniach. Jego spąg pokrywa wapienny gruz zmieszany z glebą i liście drzew. Na ścianach i stropie suche mleko wapienne, grzybki naciekowe i resztki polew naciekowych. Jest w całości oświetlony rozproszonym światłem słonecznym. Przy otworze rozwijają się glony, porosty i paprocie. Ze zwierząt obserwowano wewnątrz motyle Triphosa dubitata i szczerbówka ksieni, pająki, w tym sieciarza jaskiniowego. Na spągu znaleziono kości zwierząt.
W Zaklętym Murze znajdują się jeszcze inne jaskinie: Jaskinia Główna w Wielkiej Skale, Komin w Wielkiej Skale, Szczelina w Wielkiej Skale, Tunel Niski w Wielkiej Skale, Tunel Pośredni w Wielkiej Skale, Tunel Wysoki w Wielkiej Skale, Tunelik obok Szczeliny w Wielkiej Skale, Zaklęta Jama, Zaklęty Komin, Zaklęty Korytarzyk, Zaklęty Balkon.

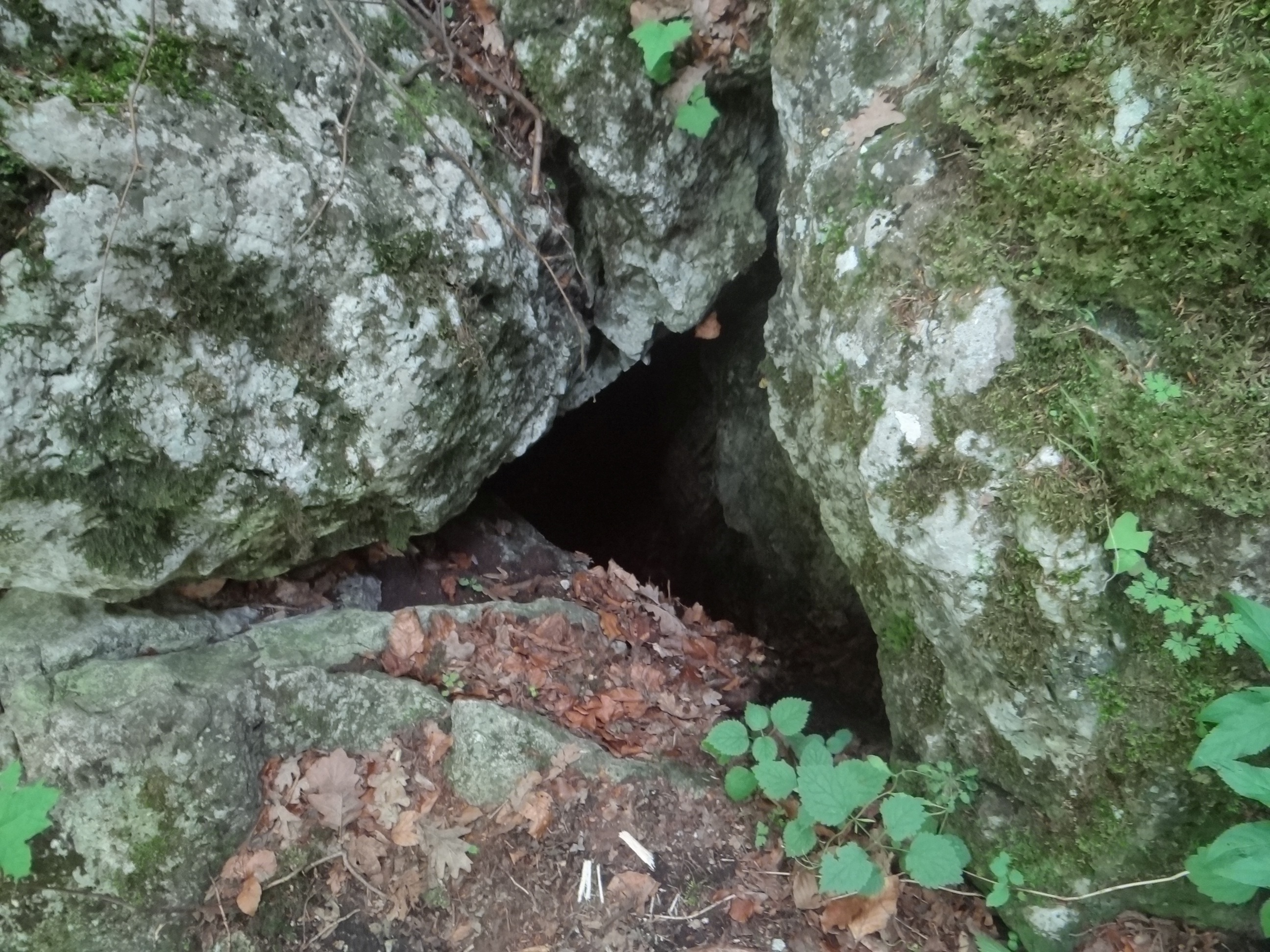
Otwór